# Muntanyes Barda
Les muntanyes Barda són una serralada del Kathiawar a l'estat del Gujarat a l'Índia a uns 30 km de la costa no gaire lluny de la ciutat de Porbandar. Tenen forma circular amb uns 45 km de circumferència i es poden veure a quasi 50 km. A la part nord tenen tres puntes principals de les quals el pic Venu té uns 535 metres. Estan cobertes de bambú. En un temps foren refugi de bandits.